# Lachnocaulon cubense
Lachnocaulon cubense är en gräsväxtart som beskrevs av Wilhelm Willy Otto Eugen Ruhland. Lachnocaulon cubense ingår i släktet Lachnocaulon och familjen Eriocaulaceae. Inga underarter finns listade i Catalogue of Life.